# 新加坡电信
新加坡電信有限公司（英語：Singapore Telecommunications Limited；缩写：，SGX：Z74、OTCBB：SGAPY
）简称新电信，在21个国家拥有逾7.53亿位用户，現在正集中於提供互联网接入、IPTV（Singtel TV）、手機（新电信流动）和固網電話服務。是國際組織Bridge Alliance的創始會員。
新電信積極開拓新加坡以外的市場和擁有局部經營者的股份，包括拥有澳大利亚電信公司Optus的所有股份。至於新電信的大部份股權則是由淡馬錫控股持有。2012年3月6日，新电信斥资3.21亿美元收购了以色列Amobee公司，该公司主要提供移动广告解决方案。
2012年9月20日，新电信以2650万美元收购社交照片智能聚合服务提供商Pixable，旨在进一步丰富用户的网络内容交流体验。2012年9月26日淡馬錫以每股3.2-3.25新加坡元出售4億股新电信，涉及13億新加坡元。報導又指淡馬錫會額外出售1億股新电信股份，令交易達到13.4億新加坡元。當減持5億股新电信後，淡馬錫的持股量將由54.4%降至51.3%。

## 历史
1992 年：SingTel 于 3 月以Telecommunications Equipment之名成立，并于 1993 年 10 月成为一家上市公司。
2001 年4月：新加坡电信获得 3G 牌照。
2001 年 3 月，新加坡电信以 74 亿至 85 亿美元的价格收购了 Optus。
2003 年：SingTel 在 5 月份的 IPO 期间出售了新加坡邮政 (SingPost) 60% 的股份，以专注于其核心电信服务业务。
2003 年：SingTel 于 6 月以 2.2 亿新元的价格将其在 Yellow Pages 的股份、其目录业务出售给 CVC Asia Pacific 和 J.P. Morgan Partners Asia。
2020 年 12 月 4 日，新加坡电信和叫车公司 Grab 财团宣布获得数字银行牌照，并将于 2022 年开始运营。

### 新电信首席执行官清单
| 新电信首席执行官名单 | 新电信首席执行官名单      | 新电信首席执行官名单 | 新电信首席执行官名单 |
| No.                  | 名字                      | 任期                 |                      |
| -------------------- | ------------------------- | -------------------- | -------------------- |
| 1                    | 李显扬                    | 1994年 - 2007年      |                      |
| 2                    | 蔡淑君（Chua Sock Koong） | 2007年 - 2021年      |                      |
| 3                    | 袁坤滿（Yuen Kuan Moon）  | 2021年 - 至今        |                      |

## 全球办事处
新加坡电信在22个国家与地区设有共40个办事处，遍布亚太、中东、欧洲与美国等地区，为全球客户提供覆盖广泛又稳定的网络基础设施。每个新加坡电信的全球办事处都能提供专业的服务及技术上的支持以满足不同客户的需求。

## 事件

### 武吉班让交换中心火灾案
2013年10月9日，新电信位於武吉班讓的互聯網交換中心發生火灾。火災於下午兩點發生，新加坡民防部队在下午兩點十六分接获通报並开始执行救火任务。
火灾导致新加坡北部与西部的新电信服务使用者的网络供應受影响。受影响地方主要有武吉巴都，武吉班让，武吉知马，蔡厝港，克兰芝，马希龄，德歪与乌兰。根据报道，大约60000固定宽带线，46000 mioTV 订阅者，以及30000语音线使用者受到影响。OpenNet 也表示属下的81个光缆电线也被损坏，影响了46000个光缆连接。
事后，新电信因这起火灾案而被判罚款6百万。是新加坡历史上是针对电信公司最大的罚款金额。

### Gushcloud行销宣传丑闻
2015年3月14日，博客鄭彥彥在自己的部落格上揭发Gushcloud公司指示博客在社交媒体上批评新加坡電信竞争对手，M1与星和電信的手机配套服务。主要目的以打击新电信竞争对手的配套销售量以及阻止其他人向新电信購買手机配套，主要影响目标顾客以青年人为主。在郑彦彦揭发这起事件之后，M1与星和電信向IMDA寻求协助调查。
新电信之后向M1和星和道歉，该两所公司也接受了新电信的道歉。新电信也开除了涉及参与此事的员工。同时，新电信终止了与GushCloud的合作关系。

### 数据泄露事件
2020年2月12日，新电信因旗下的手机应用程序「My Singtel」发生数据泄露事件而被罚款$9000新元。这起事件因新电信在2018年合拼结算系统时出现技术问题而引发，导致750名订阅者的个人资料被曝光。当中有39名订阅者的个人资料被其他订阅者读取超过大约11个小时。

## 其他資料

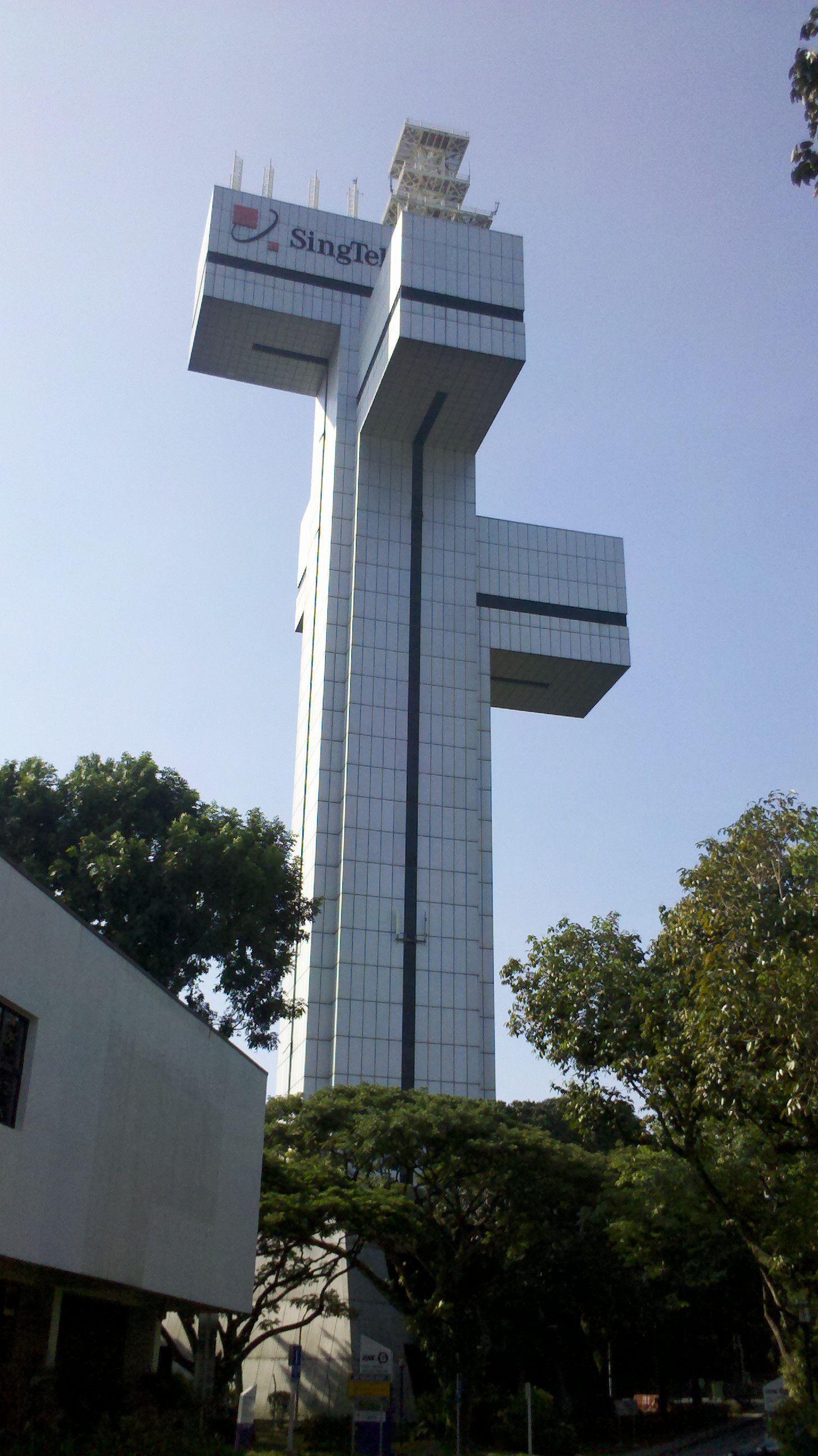
位於新加坡理工学院校園的新加坡電信行動通信基地臺。

新電信擁有其他子公司和其他組全公司，和海外實體控股。新電信的子公司包括SingNet（網絡部门）、SingTel Digital Media、NCS有限公司。聯營公司有新加坡郵政、台灣新世紀資通（sparq*速博，新电信持有sparq*速博24.5%股份）、天空傳媒（yam天空，新電信持有yam天空少量股份）。
新電信在電話發明後3年（1879年）已經在新加坡运营，當時以50條線作為電話交易。

## 資產
| 旗下资产清单 | 旗下资产清单               | 旗下资产清单 | 旗下资产清单 |
| 资产所在国   | 业务名称                   | 股份         |              |
| ------------ | -------------------------- | ------------ | ------------ |
| 新加坡       | NCS Pte Ltd                |              |              |
| 澳大利亚     | Optus                      |              |              |
| 印度         | Bharti Airtel              | 39.5％       |              |
| 印度         | Bharti Telecom             | 29.7%        |              |
|              | 巴帝非洲 （Airtel Africa） |              |              |
|              | Airtel Payments Bank       |              |              |
| 泰国         | AdvancedInfo.              | 23.3%        |              |
| 菲律賓       | Globe Telecom              | 20.11％      |              |
| 印尼         | Telkomsel                  | 35%          |              |

## 外部連結
- 新电信官方網頁 （页面存档备份，存于）
- 新加坡电信的全球办事处 （页面存档备份，存于）

Template:新加坡企業
1°17′58″N 103°50′19″E / 1.299527°N 103.838506°E